# Catachlorops rufescens
Catachlorops rufescens är en tvåvingeart som först beskrevs av Fabricius 1805.  Catachlorops rufescens ingår i släktet Catachlorops och familjen bromsar.
Artens utbredningsområde är Guyana. Inga underarter finns listade i Catalogue of Life.